# Episodi di Hand of God (seconda stagione)
La seconda stagione della serie televisiva Hand of God, composta da 10 episodi, è stata interamente resa disponibile su Amazon Video il 10 marzo 2017.
| n° | Titolo originale          | Titolo italiano                       | Pubblicazione USA | Pubblicazione Italia |
| -- | ------------------------- | ------------------------------------- | ----------------- | -------------------- |
| 1  | Gathering Dust            | Gli effetti di PJ                     | 10 marzo 2017     | 10 marzo 2017        |
| 2  | Telling Me Your Dreams    | Raccontami i tuoi sogni               | 10 marzo 2017     | 10 marzo 2017        |
| 3  | You Can't Go Back         | Non possiamo tornare indietro         | 10 marzo 2017     | 10 marzo 2017        |
| 4  | Not Writing a Love Letter | Non sto scrivendo una lettera d'amore | 10 marzo 2017     | 10 marzo 2017        |
| 5  | I See That Now            | Ora capisco                           | 10 marzo 2017     | 10 marzo 2017        |
| 6  | What Do You Hear          | Quel che senti...                     | 10 marzo 2017     | 10 marzo 2017        |
| 7  | When You Pull the Trigger | Quando premi il grilletto             | 10 marzo 2017     | 10 marzo 2017        |
| 8  | The Last Thing Left       | L'ultima cosa da mancino              | 10 marzo 2017     | 10 marzo 2017        |
| 9  | What a Man Can Be         | Ciò che un uomo può essere            | 10 marzo 2017     | 10 marzo 2017        |
| 10 | He Must Be                | È tuo dovere                          | 10 marzo 2017     | 10 marzo 2017        |